# Papuana matsumotoi
Papuana matsumotoi är en skalbaggsart som beskrevs av Yamaya 2009. Papuana matsumotoi ingår i släktet Papuana och familjen Dynastidae. Inga underarter finns listade i Catalogue of Life.